# UTC+7:30
UTC + 7:30 era usado como horário de verão por Singapura entre 1941 e 1942 (antes da ocupação japonesa) e entre 1945 a 1970 (depois da ocupação).
Longitude ao meio: 112º 30' 00" L